# ジブラルタル総督
ジブラルタル総督（ジブラルタルそうとく、英: Governor of Gibraltar）は、ジブラルタルのイギリス海外領土におけるイギリス君主の代行者たる総督である。ジブラルタル総督は、イギリス政府の助言によりイギリスの君主が任命する。総督は、事実上ジブラルタルの元首であり、一般選挙後のジブラルタル自治政府構成員および首相の正式な任命に責任を持つ。また、総督はジブラルタルの防衛と安全保障に関する最高責任者でもある。
今のところ、女性で正式なジブラルタル総督になった者はいない。
ジブラルタル総督の旗は、英国旗にジブラルタルの紋章を重ねたデザインになっている。しかし総督が公邸（ザ・カンヴェント）に居るときは、英国旗とジブラルタルの旗が掲げられる。

## 一覧
（斜体で示した出来事の前後で、統治は「事実上」連続している。）
| 肖像                                | 任期                            | 在任者                                                                    | 特記事項                                                           |
| ----------------------------------- | ------------------------------- | ------------------------------------------------------------------------- | ------------------------------------------------------------------ |
| ハプスブルク家の旗                  | 1704年7月24日                   | ハプスブルク家による統治                                                  | ハプスブルク家による統治                                           |
| Sir George Rooke                    | 1704年7月24日 - 1704年8月4日    | サー・ジョージ・ルーク、軍司令官                                          |                                                                    |
| Prince George of Hesse-Darmstadt    | 1704年8月4日 - 1704年8月6日     | ゲオルク・フォン・ヘッセン＝ダルムシュタット陸軍元帥、総督                | カール大公が任命                                                   |
| Henry Nugent, Count of Valdesoto    | 1704年8月6日 - 1704年11月       | ヘンリー・ニュージェント陸軍少将、総督                                    | カール大公が任命                                                   |
| Henry Nugent, Count of Valdesoto    | 1704年12月24日 - 1707年12月24日 | ジョン・シリンプトン陸軍少将、総督                                        | カール大公が任命                                                   |
| Roger Elliott                       | 1707年12月24日 - 1711年1月24日  | ロジャー・エリオット陸軍少将、総督                                        |                                                                    |
| Henry Nugent, Count of Valdesoto    | 1711年1月24日 - 1713年7月13日   | トマス・スタンウィクス、総督                                              |                                                                    |
| グレートブリテン王国の旗            | 1713年7月13日                   | ユトレヒト条約により、スペインがイギリスにジブラルタルを割譲した。        | ユトレヒト条約により、スペインがイギリスにジブラルタルを割譲した。 |
| Henry Nugent, Count of Valdesoto    | 1713年7月13日 - 1713年8月7日    | トマス・スタンウィクス陸軍准将、総督                                      |                                                                    |
| The Earl of Portmore                | 1713年8月7日 - 1720年10月20日   | 初代ポートモア伯爵デイヴィッド・コリヤー、総督                            |                                                                    |
| Richard Kane                        | 1720年10月20日 - 1727年2月2日   | リチャード・ケイン、総督                                                  |                                                                    |
| Henry Nugent, Count of Valdesoto    | 1727年2月2日 - 1730年5月13日    | ジャスパー・クレイトン、総督                                              |                                                                    |
| Joseph Sabine                       | 1730年5月15日 - 1739年10月24日  | ジョーゼフ・サビン、総督                                                  |                                                                    |
| Henry Nugent, Count of Valdesoto    | 1739年10月24日 - 1740年4月22日  | フランシス・コロンバイン、総督                                            |                                                                    |
| William Hargrave                    | 1740年4月22日 - 1748/9年3月14日 | ウィリアム・ハーグレイヴ、総督                                            |                                                                    |
| Humphrey Bland                      | 1748/9年3月14日 - 1754年5月31日 | ハンフリー・ブランド、総督                                                |                                                                    |
| Henry Nugent, Count of Valdesoto    | 1754年5月31日 - 1756年7月12日   | トマス・フォーク、総督                                                    |                                                                    |
| Henry Nugent, Count of Valdesoto    | 1756年7月12日 - 1757年4月16日   | 第2代ティローリー男爵ジェームズ・オハラ、総督                             |                                                                    |
| William Home                        | 1757年4月16日 - 1761年4月28日   | 第8代ヒューム伯爵ウィリアム・ヒューム、総督                               |                                                                    |
| Henry Nugent, Count of Valdesoto    | 1761年4月28日 - 1761年6月23日   | ジョン・トーヴィー、総督代行                                              |                                                                    |
| Henry Nugent, Count of Valdesoto    | 1761年6月13日 - 1761年6月14日   | ジョン・パースロー、総督代行                                              |                                                                    |
| Edward Cornwallis                   | 1761年6月14日 - 1776年1月       | エドワード・コーンウォリス、総督                                          |                                                                    |
| Henry Nugent, Count of Valdesoto    | 1765年 - 1767年                 | ジョン・アーウィン、総督代行                                              |                                                                    |
| Robert Boyd                         | 1776年1月 - 1777年5月25日       | ロバート・ボイド、総督代行                                                | 1期目                                                              |
| George Augustus Eliott              | 1777年5月25日 - 1787年6月14日   | ジョージ・オーガスタス・エリオット、総督                                  |                                                                    |
| George Augustus Eliott              | 1787年6月14日 - 1790年7月       | ヒースフィールド卿、総督                                                  |                                                                    |
| Robert Boyd                         | 1790年7月 - 1790年10月          | サー・ロバート・ボイド、総督代行                                          |                                                                    |
| Robert Boyd                         | 1790年10月 - 1794年5月13日      | サー・ロバート・ボイド、総督                                              | 2期目                                                              |
| Henry Clinton                       | 1794年 - 1795年                 | ヘンリー・クリントン、総督                                                | 着任前にロンドンで没                                               |
| Henry Nugent, Count of Valdesoto    | 1794年5月13日 - 1795年12月30日  | チャールズ・レインズフォード、総督                                        |                                                                    |
| Charles O'Hara                      | 1795年12月30日 - 1802年2月25日  | チャールズ・オハラ、総督                                                  |                                                                    |
| Henry Nugent, Count of Valdesoto    | 1802年2月25日 - 1802年5月10日   | チャールズ・バーネット、総督                                              |                                                                    |
| The Duke of Kent                    | 1802年5月24日 - 1820年1月23日   | ケント公エドワード・オーガスタス、総督                                    | 名目上                                                             |
| Henry Nugent, Count of Valdesoto    | 1803年5月2日 - 1804年12月17日   | サー・トマス・トリグ、総督代行                                            | ケント公の下で                                                     |
| Henry Edward Fox                    | 1804年12月17日 - 1806年6月      | ヘンリー・エドワード・フォックス、総督代行                                | ケント公の下で                                                     |
| Henry Nugent, Count of Valdesoto    | 1806年6月 - 1806年11月          | ジェームズ・ドラマンド、総督代行                                          | 1期目; ケント公の下で                                              |
| Sir Hew Dalrymple                   | 1806年11月 - 1808年8月          | サー・ヒュー・ダルリンプル、総督代行                                      | ケント公の下で                                                     |
| Henry Nugent, Count of Valdesoto    | 1808年8月 - 1809年5月           | ジェームズ・ドラマンド、総督代行                                          | 2期目; ケント公の下で                                              |
| Sir John Francis Cradock            | 1809年5月 - 1809年8月           | サー・ジョン・クラドック、総督代行                                        | ケント公の下で                                                     |
| Henry Nugent, Count of Valdesoto    | 1809年8月 - 1809年10月          | ジョン・スミス、総督代行                                                  | ケント公の下で                                                     |
| Henry Nugent, Count of Valdesoto    | 1809年10月 - 1809年11月         | アレックス・マッケンジー・フレイザー、総督代行                            | ケント公の下で                                                     |
| Henry Nugent, Count of Valdesoto    | 1809年11月 - 1814年4月2日       | コリン・キャンベル、総督代行                                              | ケント公の下で                                                     |
| George Don                          | 1814年4月3日 - 1821年11月15日   | サー・ジョージ・ドン、総督代行                                            | 1期目; ケント公の下で                                              |
| The Earl of Chatham                 | 1820年1月29日 - 1835年          | 第2代チャタム伯爵ジョン・ピット、総督                                     |                                                                    |
| George Don                          | 1825年6月7日 - 1830年6月20日    | サー・ジョージ・ドン、総督代行                                            | 2期目; チャタム伯の下で                                            |
| イギリスの国旗                      | 1830年6月20日                   | ジブラルタルはイギリスの直轄植民地となった。                              | ジブラルタルはイギリスの直轄植民地となった。                       |
| George Don                          | 1830年6月20日 - 1831年5月10日   | サー・ジョージ・ドン、総督代行                                            | 2期目; チャタム伯の下で                                            |
| Henry Nugent, Count of Valdesoto    | 1831年5月10日 - 1835年5月29日   | サー・ウィリアム・ヒューストン、総督代行                                  | チャタム伯の下で                                                   |
| Sir Alexander Woodford              | 1835年2月28日 - 1842年10月11日  | サー・アレグザンダー・ウッドフォード、総督                                |                                                                    |
| Sir Robert Thomas Wilson            | 1842年10月11日 - 1848年12月12日 | サー・ロバート・ウィルソン、総督                                          |                                                                    |
| Sir Robert Gardiner                 | 1848年12月12日 - 1855年7月26日  | サー・ロバート・ガードナー、総督                                          |                                                                    |
| Henry Nugent, Count of Valdesoto    | 1855年7月26日 - 1859年5月5日    | サー・ジェームズ・ファーガスン、総督                                      |                                                                    |
| Sir William Codrington              | 1859年5月5日 - 1865年9月21日    | サー・ウィリアム・コドリントン、総督                                      |                                                                    |
| Sir Richard Airey                   | 1865年9月21日 - 1870年7月25日   | サー・リチャード・エアリー、総督                                          |                                                                    |
| Sir William Williams                | 1870年7月25日 - 1876年6月23日   | サー・ウィリアム・ウィリアムズ、総督                                      |                                                                    |
| The Lord Napier of Magdala          | 1876年6月23日 - 1883年1月3日    | マグダラのネイピア卿ロバート・ネイピア、総督                              |                                                                    |
| Sir John Miller Adye                | 1883年1月3日 - 1886年11月2日    | サー・ジョン・ミラー・エイディ、総督                                      |                                                                    |
| Sir Arthur Hardinge                 | 1886年11月2日 - 1890年8月23日   | サー・アーサー・ハーディング、総督                                        |                                                                    |
| Henry Nugent, Count of Valdesoto    | 1890年8月23日 - 1891年1月27日   | サー・レスター・スミス、総督                                              |                                                                    |
| Henry Nugent, Count of Valdesoto    | 1891年1月27日 - 1891年3月31日   | H. R. L. ニューディジット、総督代行                                       |                                                                    |
| Sir Lothian Nicholson               | 1891年3月31日 - 1893年6月27日   | サー・ローシャン・ニコルソン、総督                                        |                                                                    |
| Henry Nugent, Count of Valdesoto    | 1893年6月27日 - 1893年8月7日    | G.J. スマート、総督代行                                                   |                                                                    |
| Sir Robert Biddulph                 | 1893年8月7日 - 1900年5月22日    | サー・ロバート・ビダルフ、総督                                            |                                                                    |
| George White (British Army officer) | 1900年5月22日 - 1905年8月1日    | サー・ジョージ・スチュアート・ホワイト、総督                              |                                                                    |
| Sir Frederick Forestier-Walker      | 1905年8月1日 - 1910年7月30日    | サー・フレデリック・フォレスチャ＝ウォーカー、総督                        |                                                                    |
| Sir Archibald Hunter                | 1910年7月30日 - 1913年7月11日   | サー・アーチボルド・ハンター、総督                                        |                                                                    |
| Sir Herbert Miles                   | 1913年7月11日 - 1918年7月9日    | サー・ハーバート・マイルズ、総督                                          |                                                                    |
| Sir Horace Smith-Dorrien            | 1918年7月9日 - 1923年5月26日    | サー・ホーラス・スミス＝ドリアン、総督                                    |                                                                    |
| Sir Charles Monro                   | 1923年5月26日 - 1928年8月13日   | サー・チャールズ・モンロー、総督                                          |                                                                    |
| Sir Alexander Godley                | 1928年8月13日 - 1933年5月13日   | サー・アレグザンダー・ゴドリー、総督                                      |                                                                    |
| Sir Charles Harington Harington     | 1933年5月13日 - 1938年8月12日   | サー・チャールズ・ハリントン・ハリントン、総督                            |                                                                    |
| Sir Edmund Ironside                 | 1938年8月12日 - 1939年7月11日   | サー・エドムンド・アイアンサイド、総督                                    |                                                                    |
| Henry Nugent, Count of Valdesoto    | 1939年7月11日 - 1941年5月14日   | サー・クライヴ・ジェラード・リデル、総督                                  |                                                                    |
| The Viscount Gort                   | 1941年5月14日 - 1942年5月31日   | 第6代ゴート子爵ジョン・ヴェレカー、総督                                   |                                                                    |
| Sir Noel Mason-Macfarlane           | 1942年5月31日 - 1944年2月14日   | サー・ノエル・メイソン＝マクファーレン、総督                              |                                                                    |
| Henry Nugent, Count of Valdesoto    | 1944年2月14日 - 1947年2月8日    | サー・ラルフ・イーストウッド、総督                                        |                                                                    |
| Sir Kenneth Arthur Noel Anderson    | 1947年2月8日 - 1952年4月23日    | サー・ケネス・アンダーソン、総督                                          |                                                                    |
| Sir Gordon MacMillan                | 1952年4月23日 - 1955年5月6日    | サー・ゴードン・マクミラン、総督                                          |                                                                    |
| Henry Nugent, Count of Valdesoto    | 1955年5月6日 - 1958年4月16日    | サー・ハロルド・レドマン、総督                                            |                                                                    |
| Sir Charles Keightley               | 1958年4月16日 - 1962年6月8日    | サー・チャールズ・キートリー、総督                                        |                                                                    |
| Henry Nugent, Count of Valdesoto    | 1962年6月8日 - 1965年8月5日     | サー・アルフレッド・ウォード、総督                                        |                                                                    |
| Sir Gerald Lathbury                 | 1965年8月5日 - 1969年3月        | サー・ジェラルド・ラスバリー、総督                                        |                                                                    |
| Henry Nugent, Count of Valdesoto    | 1969年3月 - 1973年10月3日       | サー・ヴァリル・ベッグ、総督                                              |                                                                    |
| Henry Nugent, Count of Valdesoto    | 1973年10月3日 - 1978年5月30日   | サー・ジョン・グランディ、総督                                            |                                                                    |
| Henry Nugent, Count of Valdesoto    | 1978年5月30日 - 1981年          | サー・ウィリアム・ジャクソン、総督                                        |                                                                    |
| イギリスの国旗                      | 1981年                          | ジブラルタルはイギリスの海外領土 (British dependent territory) となった。 | 1981年イギリス国籍法による                                         |
| Henry Nugent, Count of Valdesoto    | 1981年 - 1982年10月26日         | サー・ウィリアム・ジャクソン、総督                                        |                                                                    |
| Sir David Williams                  | 1982年10月26日 - 1985年11月19日 | サー・デイヴィッド・ウィリアムズ、総督                                    |                                                                    |
| Henry Nugent, Count of Valdesoto    | 1985年11月19日 - 1989年12月     | サー・ピーター・テリー、総督                                              |                                                                    |
| Henry Nugent, Count of Valdesoto    | 1989年12月 - 1993年4月          | サー・デレク・リフェル、総督                                              |                                                                    |
| Henry Nugent, Count of Valdesoto    | 1993年4月 - 1995年12月5日       | サー・ジョン・チャップル、総督                                            |                                                                    |
| Henry Nugent, Count of Valdesoto    | 1995年12月5日 - 1997年2月19日   | サー・ヒューゴー・ホワイト、総督                                          |                                                                    |
| Sir Richard Luce                    | 1997年2月24日 - 2000年4月5日    | サー・リチャード・リュース、総督                                          |                                                                    |
| David Durie                         | 2000年4月5日 - 2002年           | デイヴィッド・デュアリ、総督                                              |                                                                    |
| イギリスの国旗                      | 2002年                          | ジブラルタルはイギリスの海外領土 (British overseas territory) となった。  | 2002年イギリス海外領域法による                                     |
| David Durie                         | 2002年 - 2003年5月16日          | デイヴィッド・デュアリ、総督                                              | 2003年1月1日からサー・デイヴィッド・デュアリ                       |
| Henry Nugent, Count of Valdesoto    | 2003年5月16日 - 2003年5月27日   | デイヴィッド・ブラント、総督代行                                          |                                                                    |
| Sir Francis Richards                | 2003年5月27日 - 2006年7月17日   | サー・フランシス・リチャーズ、総督                                        |                                                                    |
| Philip Barton                       | 2006年7月17日 - 2006年9月27日   | フィリップ・バートン、総督代行                                            |                                                                    |
| Philip Barton                       | 2006年9月27日 - 2009年10月21日  | サー・ロバート・フルトン、総督                                            |                                                                    |
| Henry Nugent, Count of Valdesoto    | 2009年10月21日 - 2009年10月26日 | レズリー・パリット、総督代行                                              | [ 1 ]                                                              |
| Sir Adrian Johns                    | 2009年10月26日 - 2013年11月13日 | サー・エイドリアン・ジョーンズ、総督                                      | [ 2 ] [ 3 ]                                                        |
| Alison MacMillan                    | 2013年11月13日 - 2013年12月6日  | アリソン・マクミラン、総督代行                                            | [ 4 ]                                                              |
| Sir James Benjamin Dutton           | 2013年12月6日 - 2015年9月28日   | サー・ジェームズ・ダットン、総督                                          | [ 5 ] [ 6 ]                                                        |
| Alison MacMillan                    | 2015年9月28日 - 2016年1月19日   | アリソン・マクミラン、総督代行                                            | [ 7 ]                                                              |
| Ed Davis                            | 2016年1月19日 - 2020年2月18日   | エド・デイヴィス、総督                                                    | [ 8 ]                                                              |
| David Steel                         | 2020年6月11日 - 2024年5月23日   | デイヴィッド・スティール、総督                                            |                                                                    |
| Ben Bathurst                        | 2024年6月4日 - 現職             | ベン・バサースト、総督                                                    |                                                                    |